# Dover (Tennessee)
 For alternative betydninger, se Dover (flertydig). (Se også artikler, som begynder med Dover)
Dover er en amerikansk by og administrativt centrum for det amerikanske county Stewart County i staten Tennessee. I 2003 havde byen et indbyggertal på 1.471.

## Ekstern henvisning
- Dovers hjemmeside (engelsk) Arkiveret 5. august 2020 hos  Wayback Machine

36°28′56″N 87°50′41″V / 36.4822°N 87.8447°V